# Luminus
Luminus is de tweede grootste elektriciteitsproducent en energieleverancier op de Belgische energiemarkt.

## Activiteiten
Luminus is een belangrijke elektriciteitsproducent en energieleverancier op de Belgische markt. De meerderheid van de aandelen zijn in handen van het Franse staatsbedrijf EDF.
Met een geïnstalleerd vermogen van 2.269 MW in december 2022 vertegenwoordigt Luminus ongeveer 10% van het totale geïnstalleerde vermogen in België.

## Historiek

### Oprichting als overheidsbedrijf
Luminus is gegroeid uit de openbare elektriciteitsproducent SPE (Samenwerkende vennootschap voor Produktie van Electriciteit). SPE werd in 1978 opgericht als een intercommunale die de elektriciteitscentrales in publieke handen moest hergroeperen. De Luikse intercommunale Socolie nam het grootste belang, gevolgd door de stad Gent en WVEM (West-Vlaamsche Elektriciteitsmaatschappij). Kleinere participaties werden aangehouden door lokale besturen als Diksmuide, Flémalle, Grâce-Hollogne, Harelbeke, Merksplas en Seraing.
Dankzij de pax electrica uit 1981 werd SPE mede-eigenaar van de kerncentrales die de komende jaren in bedrijf zouden worden gesteld (Doel III, Doel IV, Tihange II en Tihange III). Daardoor kon SPE beschikken over 40MW in elk van deze centrales. Tevens werd haar tegen 1995 een groter productieaandeel in het vooruitzicht gesteld. In 1984 verkreeg SPE bovendien trekkingsrechten ten belope van 100 MW in de Franse kerncentrales van Chooz B, die echter pas in 1996 operationeel zou worden.
Begin jaren 90 kwam er een doorbraak in de uitvoering van de pax electrica. Om de vereiste investeringen in haar productiepark te financieren, wenste SPE over te gaan tot een kapitaalverhoging. De nieuw opgerichte Socofe en Vlaamse Energieholding traden naast OMOB toe als vennoten en bestaande aandeelhouders (Socolie, WVEM, Gemeentekrediet, NIM) versterkten hun belang.
In 1995 gingen SPE en Electrabel over tot een verregaande integratie van hun activiteiten, via een omvorming van de bestaande vennootschap CPTE. Daarmee zetten ze een nieuwe stap die was voorzien in de pax electrica van 1981.

### Privatisering
Naar aanleiding van de hertekening van het marktlandschap, besliste SPE om zich open te stellen voor private partners. De activa werden ingebracht in een naamloze vennootschap SPE, waarin de intercommunale SPE het grootste belang nam, naast Socofe en VEH. Kort daarop maakte het Franse staatsbedrijf EDF zijn intrede als private partner. Het nam in 2001 een belang van 10%, met uitzicht om dit tegen 2005 op te drijven naar 49%.
Ondertussen ging de liberalisering van de sector verder. Een belangrijke stap kwam er in 2003, wanneer SPE en Electrabel de coördinatie van hun productieparken en verkoopsactiviteiten opgaven. Hun gezamenlijke vennootschap CPTE werd opgesplitst en elkeen nam de ingebrachte activa terug.
De belangstelling van EDF was echter bekoeld en SPE moest op zoek naar een andere strategische partner. Deze werd gevonden in de gassector. Via het gezamenlijke vehikel Segebel namen het Britse Centrica en Gaz de France in 2005 een belang van 51% in SPE, onder meer door EDF uit te kopen. Als onderdeel van dit akkoord werden Luminus, ALG Négoce, ALE en City Power opgeslorpt door SPE. Op die manier bekwam SPE een verticaal geïntegreerde structuur tussen productie en levering.
Reeds in 2008 zag GDF zich echter verplicht, teneinde groen licht te krijgen voor haar fusieproject met Suez, om haar deelname in Segebel af te stoten. Centrica maakte hiervan gebruik om haar voorkooprecht uit te oefenen en zo volledig eigenaar te worden van Segebel. Daarmee dwarsboomde het de plannen van EDF, dat zelf kandidaat-koper was.
Nog in 2008 sloot SPE een principeakkoord af met Electrabel waardoor het zijn nucleaire capaciteit in België gevoelig zou uitbreiden. Deze afspraak werd slechts gedeeltelijk uitgevoerd, waardoor het nucleaire vermogen van SPE opliep tot 410MW - minder dan gepland.
Het volgende jaar maakte EDF dan toch zijn herintrede. Centrica verkocht Segebel aan EDF Belgium, dat zo een meerderheidsbelang kreeg in SPE. Het nieuwe geheel verwierf zo een aandeel van 15% op de Belgische groothandelsmarkt voor elektriciteit. Dankzij de trekkingsrechten van EDF Belgium (het vroegere Semobis) in Tihange I, werd de nucleaire capaciteit uitgebreid met 481MW.
De Belgische mededingingsautoriteit maakte echter voorbehoud en wilde een onderzoek instellen naar de overname, die de Belgische elektriciteitsmarkt nagenoeg volledig onder controle plaatste van de Franse staat (enerzijds via GDF Suez en Electrabel, anderzijds via EDF en EDF Luminus). De Europese Commissie gaf echter geen toestemming voor dit onderzoek. De transactie werd afgerond en EDF dreef zijn belang zelfs op tot 63,5%, doordat Dexia zich terugtrok uit het aandeelhouderschap en de gemeentelijke holdings Publilum en VEH hun participatie halveerden. Een deel van de opbrengst van de privatisering werd gebruikt om de greep van de openbare sector op Elia te versterken.
Eind 2011 werd de benaming SPE veranderd naar EDF Luminus. De sedert 2000 gebruikte merknaam bleef echter onveranderd Luminus.
EDF Luminus kondigde in mei 2015 aan om naar de beurs te gaan. De minderheidsaandeelhouders, die samen 37,7% van de aandelen hebben, willen de aandelen verkopen. EDF, dat de resterende 62,3% bezit, was niet bereid om het minderheidsbelang - dat in 2014 werd gewaardeerd op 539 miljoen euro - te kopen. Beide partijen kwamen vervolgens overeen om het minderheidsbelang naar de beurs te brengen.
De aandeelhouders van EDF Luminus, Publilec, Socofe, Ethias en Nethys en de Groep EDF ondertekenden in oktober een aanvullende overeenkomst aan de aandeelhoudersovereenkomst waarmee ze opnieuw hun wil bevestigden om het bedrijf bij te staan in zijn groei. De ondertekening van deze overeenkomst had als gevolg dat het proces tot beursintroductie, dat in mei werd gelanceerd, wordt stopgezet.
In april 2019 kondigde het bedrijf aan dat EDF Luminus in Luminus verandert. De visie en strategie van Luminus waren duidelijk. Om deze te ondersteunen koos de onderneming voor alle stakeholders  voor merknaam Luminus die al ruim 15 jaar een zeer grote merkbekendheid geniet in België, en dat in combinatie met de beroemde oranje turbine uit het logo van EDF.

## Kerncijfers
- Behoort tot de top 30 grootste bedrijven van België
- Heeft zo'n 2 miljoen huishoudelijke en professionele klanten
- Een marktaandeel van 24% in België
- Productiecapaciteit: 2269 MW per december, of 10% van de totale productie in België
- 1600 werknemers

## Productiepark

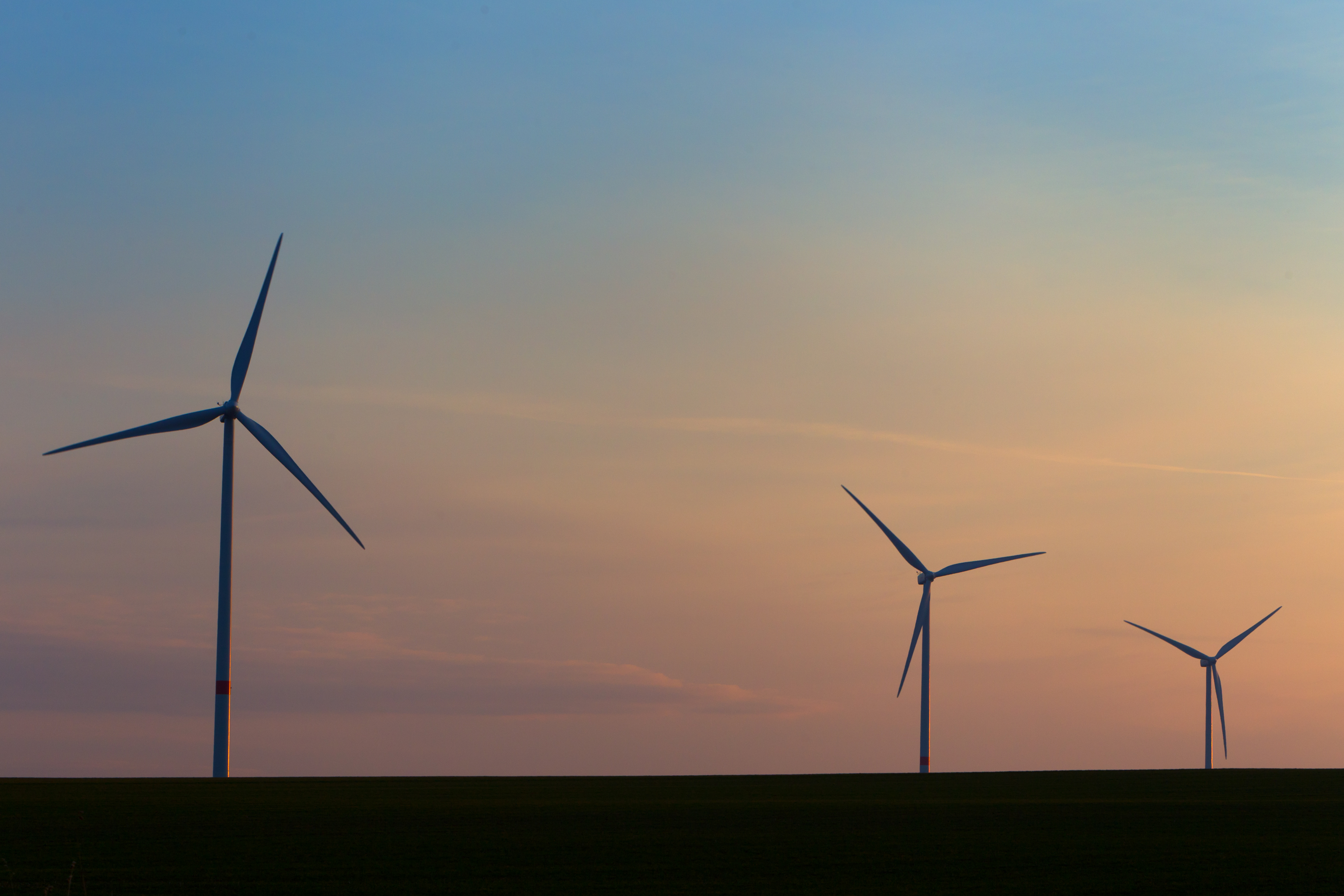
Windmolenpark van EDF Luminus in Berloz

Naast haar participaties in de Belgische nucleaire centrales, produceert EDF Luminus in België thermische elektriciteit in zijn gascentrales (zowel klassieke als STEG-centrales), hydro-elektriciteit in zijn waterkrachtcentrales en windenergie in zijn windmolenparken.
EDF Luminus heeft centrales en windmolens verspreid over heel Vlaanderen en Wallonië:
- Angleur: thermische centrales
- Ampsin-Neuville: hydraulische centrale
- Andenne: hydraulische centrale
- Floriffoux: hydraulische centrale
- Gent-Ham: thermische centrales
- Gent-Ringvaart: thermische centrale
- Grands-Malades (Namen): hydraulische centrale
- Ivoz-Ramet: thermische centrales en hydraulische centrale
- Izegem: thermische centrale
- Lieze: hydraulische centrale
- Monsin (Luik): thermische en hydraulische centrale
- Seraing: thermische centrale

### Windmolens
Einde 2022 had Luminus een park van  270 windturbines.
De nucleaire elektriciteit waarover EDF Luminus beschikt, is afkomstig van kerncentrales die door Electrabel worden uitgebaat. Het aandeel van EDF Luminus komt voort hetzij uit mede-eigendomsrechten (Doel III, Doel IV, Tihange II, Tihange III), hetzij uit langetermijnovereenkomsten (Tihange I, Chooz B). De rechten op Chooz B zijn geswapt met Electrabel voor kernenergie uit Belgische centrales.